# Brilliant (band)
Brilliant was een Britse formatie die in de jaren tachtig actief was. Het was een initiatief van Martin Glover, die eerder in de band Killing Joke actief was. De band begon in 1982 als een newwave-groep, maar in 1984 werd een ommezwaai gemaakt naar soulpop. Daarmee maakten ze het hitje It's a Man's Man's Man's World (1985). Wegens gebrek aan succes werd Brilliant in 1986 opgeheven. Ook Guy Pratt en Jimmy Cauty waren bij Brilliant betrokken.

## Ontstaan
Martin Glover brak door in de muziekwereld als lid van de band Killing Joke. Na onenigheid verlaat hij in 1982 de band en richt hij Brilliant op. De song That's What Good Friends Are For... is een sneer naar zijn oude bandmaten waarbij de titel een verwijzing naar hun albumtitel What's THIS for...! was. Aanvankelijk bestaat de band naast Glover uit Marcus Myers, Guy Pratt, Andy Anderson, Peter Ogi en Rob Waugh. In deze bezetting neemt de band ook nog de single Colours op. De band kent daarna een zeer wisselende bezetting. In 1984 verschijnt de single Soul murder, waarop ineens een heel ander geluid te horen is. Men haakt aan bij de populaire soulpop van dat moment. De band heeft dan al een album in de planning staan dat Escape from New York moet gaan heten, maar dit gaat niet door vanwege de tegenvallende verkoop van de single. Wel weet David Balfe, die op dat moment eigenaar is van het Food-label waar Brilliant bij zit, voor de band een contract bij WarnerMedia te krijgen. Hij is bevriend de met A&R-manager Bill Drummond.
Intussen is de band gegroeid naar acht personen. Ook gitarist Jimmy Cauty en zangeres June Montana zijn de groep komen versterken. Na een moeizaam opnameproces is het album in 1985 af. Warner keurt het album echter af. Het label grijpt in en de band wordt sterk uitgedund. Alleen Glover, Cauty en Montana blijven over. De productie van een nieuw album wordt overgelaten aan producers Stock, Aitken & Waterman, een trio dat op dat moment sterk in opkomst is. De invloed van Cauty en Glover wordt geminimaliseerd door het trio. Eigenlijk willen de producers enkel met Montana aan de slag maar dat weet Drummond te voorkomen. De vernieuwde groep komt eind 1985 met de single It's a Man's Man's Man's World, een cover van James Brown. Er volgen daarna nog een aantal singles en een album. De stijl is een mengeling van soulpop en invloeden uit de New Wave. Succes blijft echter uit. Hoger dan plek 58 komen ze in eigen land niet. In Nederland weten ze wel de lagere regionen van de top 40 te bereiken. Eind 1986 wordt daarom de stekker uit Brilliant getrokken. Volgens Drummond kostte de flop het label een half miljoen pond.
Na het stoppen van Brilliant werkt Glover aan diverse projecten. Zo werkt hij samen met The Orb en in 1994 keert hij weer terug bij Killing Joke. Cauty begint een samenwerking met A&R-manager Bill Drummond, die zal leiden tot de danceformatie The KLF. Daarin krijgt ook June Montana een zangrol in de liveact.

## Discografie

### Albums
- 1986: Kiss the Lips of Life, 1986

### Singles
- 1982: That's What Good Friends Are For...
- 1983: Colours
- 1984: Soul Murder
- 1984: Wait for It
- 1985: It's a Man's Man's Man's World
- 1986: Love Is War
- 1986: Somebody
- 1986: The End of the World

| Single met eventuele hitnotering(en) in de Nederlandse Top 40 | Datum van verschijnen | Datum van binnenkomst | Hoogste positie | Aantal weken | Opmerkingen |
| ------------------------------------------------------------- | --------------------- | --------------------- | --------------- | ------------ | ----------- |
| It's a Man's Man's Man's World                                |                       | 11-01-1986            | 33              | 3            |             |